# Schütte-Lanz D.III
Schütte-Lanz D.III là một mẫu thử máy bay tiêm kích của Đức trong Chiến tranh thế giới I.

## Tính năng kỹ chiến thuật
Đặc điểm tổng quát
- Kíp lái: 1
- Chiều dài: 6,50 m (21 ft 4 in)
- Sải cánh: 8 m (26 ft 3 n)
- Chiều cao:  ()
- Trọng lượng có tải: 860 kg (1.896 lb)
- Động cơ: 1 × Mercedes D.III kiểu động cơ piston 6 xy-lanh, làm mát bằng nước, 120 kW (160 hp)

 Hiệu suất bay 
- Vận tốc cực đại: 195 km/h (121 mph)

Trang bị vũ khí

- Súng: 2 x súng máy 7,9 mm LMG 08/15